# Pleocnemia
Pleocnemia, biljni rod iz porodice papratki Dryopteridaceae, dio potporodice Elaphoglossoideae. 
Pripadaju mu 20 vrsta u sjeveroistočnoj Indiji, jugoistočnoj Kini, Tajvanu, preko Malezije do Samoe.

## Vrste
1. Pleocnemia acuminata Holttum
2. Pleocnemia andaiensis (Baker) Holttum
3. Pleocnemia brongniartii (Bory) Holttum
4. Pleocnemia conjugata (Blume) C. Presl
5. Pleocnemia cumingiana C. Presl
6. Pleocnemia dahlii (Hieron.) Holttum
7. Pleocnemia elegans (Copel.) Holttum
8. Pleocnemia hemiteliiformis (Racib.) Holttum
9. Pleocnemia irregularis (C. Presl) Holttum
10. Pleocnemia leuzeana (Gaudich.) C. Presl
11. Pleocnemia macrodonta (C. Presl ex Fée) Holttum
12. Pleocnemia megaphylla Holttum
13. Pleocnemia milnei E. Fourn.
14. Pleocnemia nesiotica (Holttum) H. G. Zhao & S. Y. Dong
15. Pleocnemia olivacea (Copel.) Holttum
16. Pleocnemia pleiotricha Holttum
17. Pleocnemia presliana Holttum
18. Pleocnemia seranensis Holttum
19. Pleocnemia siamensis X. G. Xu & Li Bing Zhang
20. Pleocnemia submembranacea (Hayata) Tagawa & K. Iwats.
21. Pleocnemia × intermedia Holttum